# پرستیژ هلت‌کر
پرستیژ هلت‌کر (انگلیسی: Prestige Healthcare) شرکت مراقبت سلامت آمریکایی است، که در سال ۱۹۹۶ تأسیس شد.